# 독일-소련 우호 협회
독일-소련 우호 협회(독일어: Gesellschaft für Deutsch-Sowjetische Freundschaft/DSF)는 독일 민주 공화국 과 소련 사회주의 공화국 연합 간의 긴밀한 협력을 장려하기 위해 설립된 동독 사회주의통일당 소속 조직이였다.
러시아 문화에 익숙하지 않은 독일인들에게 러시아 문화를 가르치기 위해 소련 문화 연구 협회에서 설립되었다. 그것은 빠르게 선전 도구로 바뀌었고 결국 이름이 변경되었다.
자신의 강경파 공산주의 지도자들에게 환멸을 느낀 일반 동독인들 사이에서 미하일 고르바초프의 엄청난 인기로 인해 DSF의 회원 수는 정권 말년에 크게 늘어났으며 많은 사람들은 이를 동독 국민들이 고르바초프의 글라스노스트 와 페레스트로이카를 지지한다는 신호로 해석했다.
1989년에는 회원 수가 630만 명이였다.
독일민주공화국이 해체됨에 따라 조직도 10일 뒤 해체되었다.
이름은 DSF의 이름을 따서 연주하는 밴드 이름에서 영감을 얻었다.
예를 들어, 독일-미국 우정을 의미하는 독일 밴드 Deutsch Amerikanische Freundschaft 와 유대인 우크라이나 Freundschaft(JUF)가 있다.